# 485 Genua
För andra betydelser, se Genua (olika betydelser).
485 Genua eller 1902 HZ är en asteroid i huvudbältet, som upptäcktes den 7 maj 1902 av den italienske astronomen Luigi Carnera. Den är uppkallad efter den italienska hamnstaden Genua.
Asteroiden har en diameter på ungefär 63 kilometer.